# Elben (Gerbstedt)
Elben ist ein Dorf im Stadtteil Freist der Stadt Gerbstedt im Landkreis Mansfeld-Südharz in Sachsen-Anhalt, Deutschland. Das Dorf liegt im Tal des Fleischbachs auf einer geografischen Höhe von 113 m über NN, an der Straße von  Freist nach Bösenburg, 6 Kilometer südlich von Gerbstedt. 

## Geschichte
Der Ort ist wendischer Herkunft, der Ortsname stammt von Ilovopolje ab, was so viel wie toniges, schlammiges Feld bedeutet. Johann Christoph Schulze, der von 1770 bis 1789
Pfarrer von Freist war, schrieb Berichte über Elben und seine Umgebung, unter anderem über den Bierberg bei der Kirche, der eine alte Wallburg beherbergte. Diese wurde aber durch die Zeit stark abgeböscht. Südlich von Elben an der Flurgrenze zu Bösenburg wird die Lage eines untergegangenen Dorfes vermutet, das 992 als Husiani erwähnt wurde. Die Flurstelle heißt heute die Hosen. Insgesamt gab es in Elben drei Wassermühlen, die vom Fleischbach angetrieben wurden. Elben wurde am 1. Juli 1950 in die Gemeinde Freist eingemeindet, bis zum 24. Januar 2010 gehörte Elben zu ihr und wurde nach deren Eingemeindung zum Ortsteil der Gerbstedter Ortschaft Freist.